# Unione Sportiva Sestri Ponente 1897

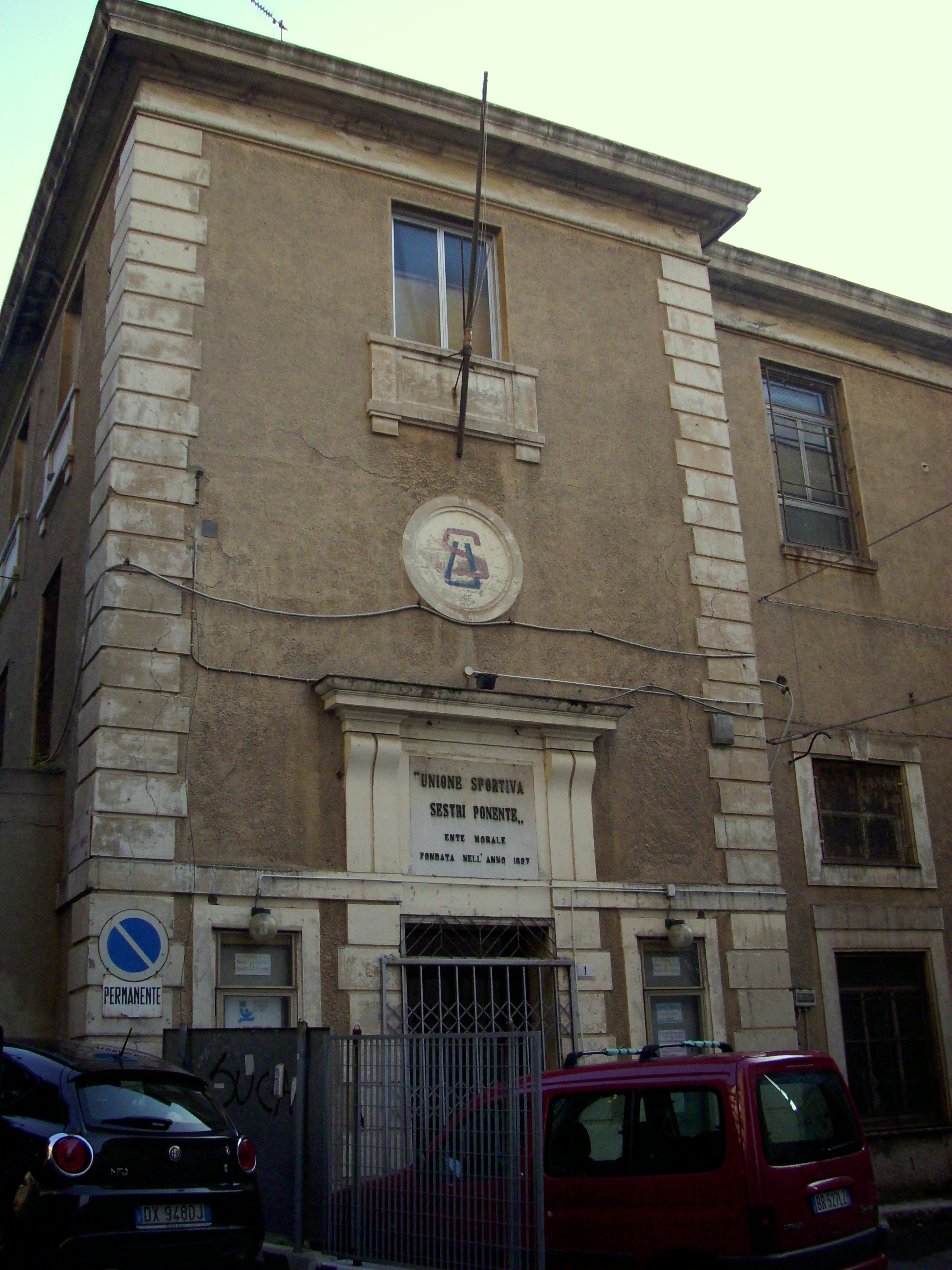
Struttura Unione Sportiva Sestri Ponente

L'Unione Sportiva Sestri Ponente 1897 è una società polisportiva nata il 3 agosto 1897 nell'allora comune autonomo di Sestri Ponente, oggi centro urbano di Genova.

## Storia
Il nome scelto al termine della prima seduta del consiglio di amministrazione, svoltosi nei locali della centrale Trattoria La Grotta in quella che allora si chiamava Via Garibaldi (oggi Via Sestri), non era quello attuale, bensì quello di "Società Ginnastica Pro Sestri".
Il nome attuale lo prese nel 1918 quando si fuse con l'altra società sportiva sestrese, la "Società Ginnastica Libertas Sestri Ponente" che era stata fondata il 12 agosto 1905. 
Nella società Libertas durante i suoi anni di vita, venivano praticati la ginnastica, il pattinaggio a rotelle e il tamburello (sport quest'ultimo al tempo ben più diffuso di oggi e che portò alla Libertas anche alcune vittorie a livello nazionale).
La fusione tra le due società avvenne il 20 marzo 1918 nel salone del Municipio di Sestri Ponente e fu dettata da ragioni economiche. La nuova società prese, per l'appunto, il nome attuale mantenendo come data di fondazione quella della più antica delle due. Il primo presidente fu Arturo Montolivo.
Nel 1919 la sezione calcio viene assorbita dalla neonata FS Sestrese 1919.
Nel 1926 la società venne commissariata.
Negli anni sessanta la società entra in una lunga crisi finanziaria dovuta ai crescenti costi di gestione e necessariamente ne soffrono anche i risultati sportivi, ma riesce comunque a sopravvivere.
Attualmente nella sede della società si praticano le specialità della ginnastica, lo judo  il jujitsu e il Karate.

## Atleti di rilievo
Numerosi i successi nelle varie discipline sportive praticate negli anni dalla società e può vantare anche qualche presenza dei propri atleti ai Giochi olimpici, in un paio di occasioni coronate dalla vittoria dell'alloro olimpico:
- Medaglia d'oro di ginnastica a squadre e medaglia d'oro a Filippo Bottino[3][4], nel sollevamento pesi, categoria massimi pesanti, alle Olimpiadi di Anversa del 1920.
- Medaglia d'oro a Pierino Gabetti, nel sollevamento pesi, categoria piuma, alle Olimpiadi di Parigi del 1924[5].
- Medaglia d'Argento a Pierino Gabetti, nel sollevamento pesi, categoria piuma, alle  Olimpiadi di Amsterdam del 1924[5]

Vi furono poi altre partecipazioni di sportivi dell'Unione Sportiva Sestri Ponente alle olimpiadi:
- alle Olimpiadi di Los Angeles del 1932, nel sollevamento pesi, categoria leggeri, con Pierino Gabetti[5]
- alle Olimpiadi di Berlino del 1936, con la ginnasta Ebore Canella[6]
- alle Olimpiadi di Londra del 1948, con le ginnaste Renata Bianchi[7] e Lilia Torriani[8]
- alle Olimpiadi di Helsinki del 1952, con le ginnaste Renata Bianchi[7] e Grazia Bozzo[9]
- alle Olimpiadi di Melbourne del 1956, con le ginnaste (sorelle) Luciana ed Elena Wilma Lagorara[10][11] ed il pugile Mirko Rossi[12]
- alle Olimpiadi di Roma del 1960, nuovamente con la ginnasta Wilma Lagorara[10]

## Onorificenze
La società ha ricevuto la Stella d'oro al merito sportivo del CONI nel 1974 e la Stella d'argento al merito sportivo nel 1972.